# Sven Xerri
Sven Xerri (* 10. Februar 2005) ist ein maltesischer Fußballspieler, der hauptsächlich als Innenverteidiger spielt. Er steht derzeit bei Ħamrun Spartans unter Vertrag und ist zudem Nationalspieler für die U21-Auswahl Maltas.

## Karriere

### Verein
Sven Xerri stammt aus der Jugendakademie von Ħamrun Spartans. Im Alter von 16 Jahren, 8 Monaten und 13 Tagen gab er am 23. Oktober 2021 sein Profidebüt in der Maltese Premier League bei einem 3:1-Sieg gegen Gudja United. Sein Debüt in der Maltese FA Trophy feierte er bereits am 10. Februar 2021.
Im September 2023 wurde er für ein Jahr an FC St. Lucia ausgeliehen, wo er 27 Einsätze absolvierte. Nach seiner Rückkehr zu Ħamrun Spartans gab er sein europäisches Debüt in der UEFA Conference League am 23. Juli 2024 gegen KF Ballkani.

### Erfolge
Ħamrun Spartans
- Maltesischer Meister: 2021, 2023, 2025
- Maltesischer Superpokalsieger: 2024

Persönliche Auszeichnungen
- MFA Young Player of the Year: 2024/25

## Nationalmannschaft
Sven Xerri durchlief verschiedene Jugendnationalmannschaften Maltas. Sein Debüt für die U17-Auswahl gab er am 6. Oktober 2021. Am 27. März 2022 debütierte er für die U19-Nationalmannschaft, für die er in 13 Spielen 3 Tore erzielte. Seit dem 5. Juni 2024 ist er zudem Teil der U21-Nationalmannschaft.